# Berenberg Masters

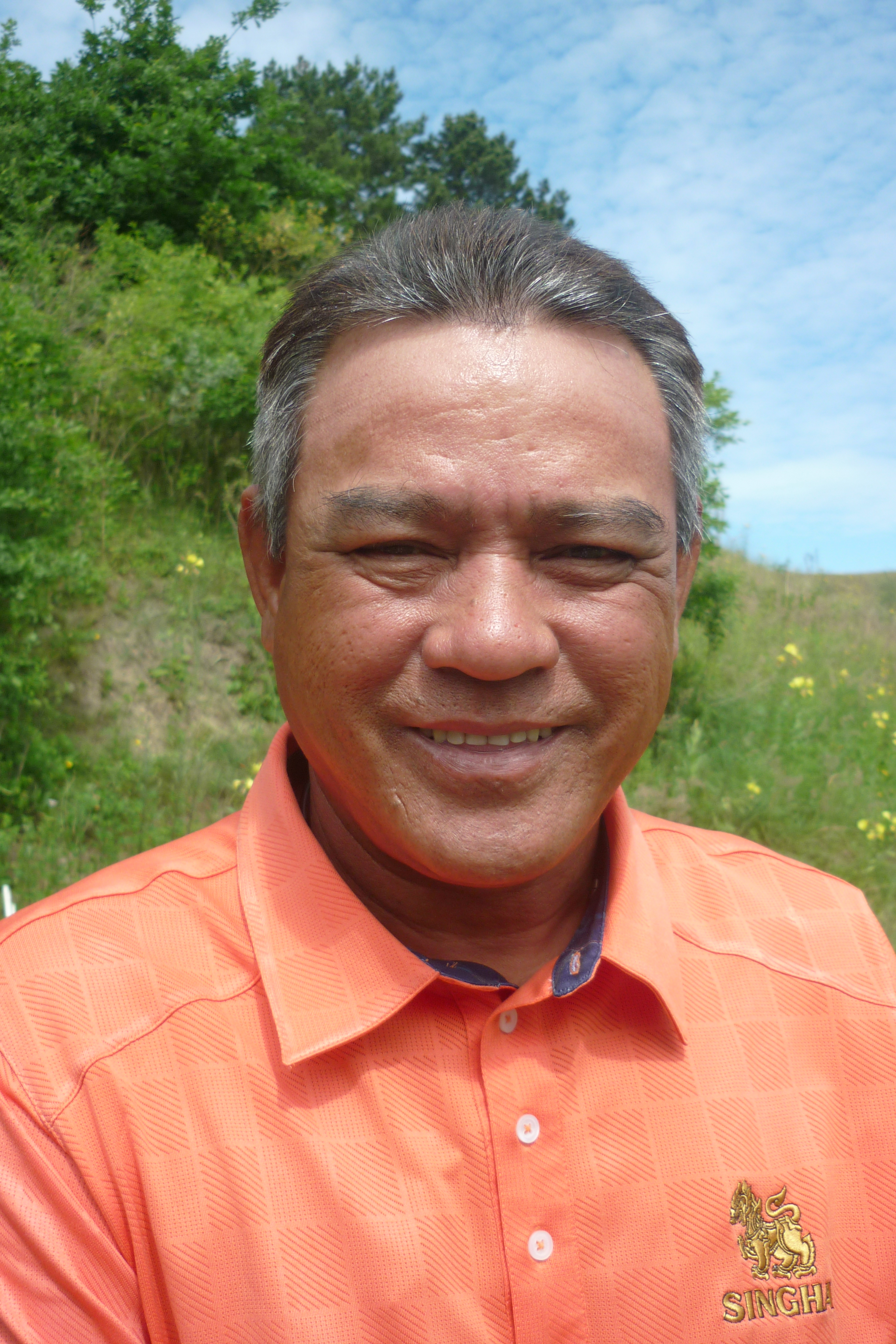
Boonchu Ruangkit, winnaar 2010

De Berenberg Bank Masters is een golftoernooi van de Europese Senior Tour. De eerste editie werd gespeeld in 2010.

## Winnaars
| Jaar                   | Baan                               | Winnaar                | Score                  | Score                  |
| Berenberg Bank Masters | Berenberg Bank Masters             | Berenberg Bank Masters | Berenberg Bank Masters | Berenberg Bank Masters |
| ---------------------- | ---------------------------------- | ---------------------- | ---------------------- | ---------------------- |
| 2010                   | Links at Fancourt, Zuid-Afrika     | Boonchu Ruangkit       | 216                    | -3                     |
| 2011                   | Golf und Land Club Köln, Duitsland | Ian Woosnam            | 207                    | -9                     |
| 2012                   | Wörthsee Golf Club, München        | Tim Thelen             | 201                    | -15                    |
| Berenberg Masters      |                                    |                        |                        |                        |
| 2013                   | Golf und Land Club Köln, Duitsland | Steen Tinning          | 207                    | -9                     |

## 2010
De eerste editie heeft plaatsgevonden van 28 - 28 maart 2010 op de Links at Fancourt, een golfbaan in de Tuinroute van Zuid-Afrika. De baan is in 2000 ontworpen door Gary Player, en het is de thuisbaan van John Bland, een Tour-speler die in 1995 zijn eerste overwinning behaalde op de Senior Tour en nu het initiatief heeft genomen dit toernooi op te richten.

Het toernooi werd gewonnen door Boonchu Ruangkit (-3), die ook de vorige twee toernooien won. Op de twee plaats eindigden  Sam Torrance en Bobby Lincoln (par).

## 2011

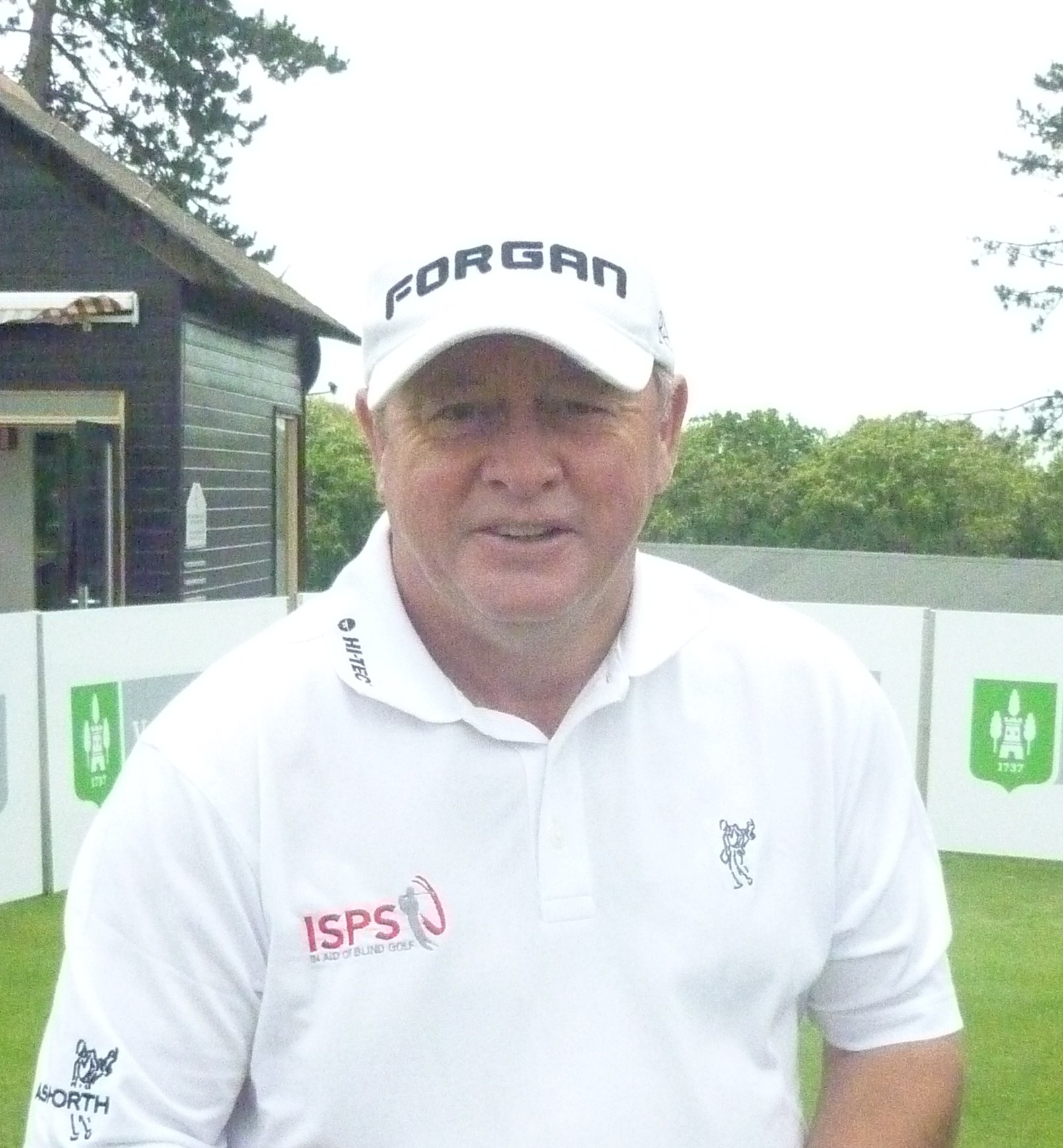
Ian Woosnam, winnaar 2011

De tweede editie is op de Golf und Land Club Köln in Keulen. Voor Tim Thelen, die net vijftig jaar werd, was dit het eerste toernooi van de Senior Tour sinds hij in november de Senior Tourschool won. Na ronde 1 stond hij met -7 aan de leiding. George Ryall, die in 2010 op de Haagsche won, stond op -6, Mark James op -5. Voor de tweede ronde werden de spelers opnieuw in groepen van drie ingedeeld, zodat deze drie heren samen in de laatste groep speelden. 

Na de tweede ronde stonden Mark James, Barry Lane en nog steeds Tim Thelen met -5 aan de leiding. George Ryall stond met vijf anderen met -3 op de vierde plaats. Het was een lange dag met 90 minuten oponthoud wegens storm en onweer.
 Tijdens de derde ronde kwam Ian Woosnam, die in de partij voor Thelen speelde, na zes holes ook op -5. Later ging hij nog naar -9 en won. Ángel Fernández maakte -7 en werd 2de en Thelen werd 3de. 

Andrew Oldcorn, de nummer 2 op hun ranglijst achter Tom Watson, deed ook mee. Dankzij een laatste ronde van 67 eindigde Oldcorn op de 9de plaats.

- Leaderboard

Er waren 72 deelnemers, o.a.:
| - Giuseppe Cali - Roger Chapman - Ross Drummond - Denis Durnian - Mike Harwood - Mark James - Nick Job - Barry Lane | - Bernhard Langer - Bobby Lincoln - Bill Longmuir - Sandy Lyle - Christy O'Connor jr. - Andrew Oldcorn - Ian Palmer - Gary Player | - Costantino Rocca - Boonchu Ruangkit - George Ryall - Bertus Smit - Des Smyth - Tim Thelen - Sam Torrance - Ian Woosnam |